# Condors de Jonquière
Die Condors de Jonquière (englisch Jonquiere Condors) waren eine kanadische Eishockeymannschaft aus Jonquière, Québec. Das Team spielte von 1997 bis 2002 in der Québec Semi-Pro Hockey League.

## Geschichte
Die Mannschaft wurde 1997 als Franchise der Québec Semi-Pro Hockey League gegründet. In dieser wiesen sie in den fünf Jahren ihres Bestehens eine eher durchschnittliche Bilanz auf, indem sie ihre Division zwischen Platz drei und fünf, sowie in der Saison 2001/02 gar auf Platz acht abschlossen. Ihr größter Erfolg war das Erreichen der zweiten Playoff-Runde um die Coupe Futura in der Saison 2000/01. Den Pokal selbst konnten die Condors nie gewinnen. 
Im Anschluss an die Saison 2001/02 wurde das Franchise nach Saguenay umgesiedelt, wo es in den folgenden Jahren unter dem Namen Paramédic du Saguenay (später Fjord du Saguenay) am Spielbetrieb der Liga teilnahm.

## Team-Rekorde

### Karriererekorde
Spiele: 173  Éric Gravel,  Richard Boivin
Tore: 96  Jean Imbeau
Assists: 156  Jean Imbeau
Punkte: 252  Jean Imbeau
Strafminuten: 801  Dave Lasalle